# Елоді Юнг
Елоді Юнг (фр. вимова: [elɔdi juŋ]; народилася 22 лютого 1981) — французька акторка кіно і телебачення. Найбільш відома за роллю Електри Начіос у другому сезоні серіалу кінематографічного всесвіту Marvel Шибайголова та міні-серіалі Захисники від Netflix .

## Біографія
Юнг народилася 22 лютого 1981 року у Парижі. Її батько — камбоджієць, а мати — француженка. Вона закінчила лондонську академію музичного та драматичного мистецтва, а також отримала ступінь магістра з права в паризькому університеті. Станом на 2004 рік вона практикувала карате вже 10 років.

## Кар'єра
Свої перші ролі на телебаченні Елоді почала отримувати у віці 20 років. Після дебюту у стрічці Les fils du vent 2004 року, вона зіграла роль Тао у фільмі 13-й район: Ультиматум. Юнг повернулася на телебачення у перших трьох сезонах успішного поліцейського телесеріалу Les Bleus з Клементиною Келарі. Юнг з'явилася у ролі Міріам Ву, романтичного інтересу Лісбет Саландер, в фільмі Дівчина з тату дракона, 2011 року. В 2013 вона знялася у фільмі G.I. Joe: Атака Кобри 2.
В 2016 вона знялася у стрічці Боги Єгипту в ролі богині кохання Хатор. Юнг зіграла Електру у другому сезоні телесеріалу Шибайголова в 2016 році, та повернулася до ролі у 2017 в міні-серіалі Захисники. У 2020 році Юнг зіграла роль Кетрін у фільмі Disney+ "Таємне товариство членів королівської родини, які народилися другими". У 2022 році Юнг почала зніматися в ролі Тоні в кримінальному драматичному серіалі "Прибиральниця" на каналі Fox.

## Фільмографія
| Рік  | Назва                                | Роль              | Нотатки         |
| ---- | ------------------------------------ | ----------------- | --------------- |
| 2004 | Les fils du vent                     | Тсу               |                 |
| 2007 | Fragile(s)                           | Іса               |                 |
| 2008 | Home Sweet Home                      | Марі-Джо          |                 |
| 2009 | 13-й район: Ультиматум               | Тао               |                 |
| 2010 | Opération Casablanca                 | Ісако             |                 |
| 2010 | Let Her                              | Жінка             | Короткометрівка |
| 2011 | Дівчина з тату дракона               | Міріам Ву         |                 |
| 2013 | G.I. Joe: Атака Кобри 2              | Jinx              |                 |
| 2014 | 10 Things I Hate About Life          |                   |                 |
| 2014 | Still                                | Кристина          |                 |
| 2014 | Believe                              | Murray's Wife     | Короткометрівка |
| 2015 | Narcopolis                           | Єва Грей          |                 |
| 2016 | Боги Єгипту                          | Хатор             |                 |
| 2017 | Тілоохоронець кілера                 | Амелія Русел      |                 |
| 2020 | Secret Society of Second-Born Royals | Королева Катерина |                 |

| Рік        | Назва                  | Роль           | Нотатки                                                          |
| ---------- | ---------------------- | -------------- | ---------------------------------------------------------------- |
| 2002–2003  | La vie devant nous     | Джейд Перін    | 30 епізодів                                                      |
| 2005–2007  | Mademoiselle Joubert   | Fanny Ledoin   | 3 епізоди                                                        |
| 2006–2010  | Les Bleus              | Лора Мор'єр    | 29 епізодів                                                      |
| 2007       | Sécurité intérieure    | Жозефіна       | Телевізійний фільм                                               |
| 2009       | Little Wenzhou         | Су             | Телевізійний фільм                                               |
| 2016       | Of Kings and Prophets  | Різпа          | Епізод: "Pilot"                                                  |
| 2016       | Шибайголова            | Електра Начіос | Основна роль (2 сезон), 10 епізодів                              |
| 2017       | Захисники              | Електра Начіос | Основна роль, 8 епізодів                                         |
| 2021, 2022 | Любов, смерть і роботи | Аліса, Чантра  | голос і захоплення руху Епізоди: "Pop Squad" та "Bad Travelling" |
| 2022–2025  | Прибиральниця          | Тоні           | головна роль, 34 епізоди                                         |
| 2024       | Секретний рівень       | Гейммайстер    | голос, Епізод: "Unreal Tournament: Xan"                          |

| Рік  | Назва              | Роль          |
| ---- | ------------------ | ------------- |
| 2017 | Call of Duty: WWII | Олівія Дюрант |